# Ambulyx arentata
Ambulyx arentata är en fjärilsart som beskrevs av Druce 1882. Ambulyx arentata ingår i släktet Ambulyx och familjen svärmare. Inga underarter finns listade i Catalogue of Life.